# Bill il bandito
Bill il bandito (The Parson and the Outlaw) è un film del 1957 diretto da Oliver Drake.
È un western statunitense con Anthony Dexter (che interpreta il fuorilegge Billy the Kid), Sonny Tufts, Marie Windsor, Charles 'Buddy' Rogers e Jean Parker.

## Produzione
Il film, diretto da Oliver Drake su una sceneggiatura dello stesso Drake e di John Mantley, fu prodotto da Charles 'Buddy' Rogers tramite la R. G. Productions (la produzione è accreditata nei titoli come "Chas. "Buddy" Rogers Production") e girato nel McArthur-Burney Falls Memorial State Park a Burney e nel Monogram Ranch a Newhall, in California, dal febbraio all'inizio di marzo 1956. I titoli di lavorazione furono The Killer and 21 Men e Return of the Outlaw.

## Distribuzione
Il film fu distribuito con il titolo The Parson and the Outlaw negli Stati Uniti nel settembre 1957 al cinema dalla Columbia Pictures.
Altre distribuzioni:
- in Finlandia il 2 maggio 1958 (Kostaja preerialta)
- in Germania Ovest il 17 luglio 1964 (Mit dem Colt unterm Kissen)
- in Austria nell'ottobre del 1964 (Mit dem Colt unterm Kissen)
- in Brasile (Destino Violento)
- in Italia (Bill il bandito)

## Promozione
Le tagline sono:
- The untold story of Billy the Kid...THE ONLY MAN WHO COULD OUTDRAW JESSE JAMES!
- MAN OF GOD vs. MAN WITH GUN!
- Untold saga of Billy the Kid and the preacher whose fighting faith brought his guns to the side of justice!
- JUDGEMENT DAY AT FOUR CORNERS!
- WHEN THE KID FOUGHT ON GOD'S SIDE!